# Тяннассілма (Тюрі)
Тя́ннассілма (ест. Tännassilma küla) — село в Естонії, у волості Тюрі повіту Ярвамаа.

## Населення
Чисельність населення на 31 грудня 2011 року становила 45 осіб.